# 交易的藝術
《交易的艺术》（英語：Trump: The Art of the Deal）是一本于1987年出版的书籍，由唐納德·特朗普和记者托尼·施瓦茨合著。这不仅是特朗普撰写的第一本书，也是一部兼具回忆录和商业指导书性质的作品，它还帮助特朗普成为家喻户晓的公众人物。该书曾连续13周位居《纽约时报》畅销书榜首，并在榜单上停留了总计48周。
特朗普曾将《交易的艺术》列为他人生中最骄傲的成就之一，并表示这本书是他仅次于《圣经》的最喜爱的书籍。然而，该书的另一位作者施瓦茨却表示，撰写这本书无疑是他人生中最大的遗憾。他与该书的出版商霍华德·卡明斯基均表示特朗普实际上并未参与该书的撰写工作。但特朗普本人对此作出了与施瓦茨和卡明斯基截然不同的解释和回应。

## 概要
这本书回顾了特朗普在纽约皇后区的牙买加庄园度过的童年时光，接着描述了他在布鲁克林区的早期工作经历，以及后来搬到曼哈顿并从自己父亲弗雷德·特朗普手中接管特朗普集團的过程。书中还探讨了他在开发纽约凯悦大酒店、特朗普大厦和翻修沃尔曼溜冰场等项目中所做出的决策，并分享了他对这些商业活动的思考。此外，书中还提出了一套由11个步骤组成的商业成功公式，灵感来自美国牧师諾曼·文森特·皮爾所著的《積極思考的力量》。

## 发布
自1984年5月特朗普登上《GQ》杂志封面后，杂志的发行商康泰纳仕的老板小塞缪尔·纽豪斯成功说服他出版这本书，而且这一期杂志的销量也表现不俗。记者托尼·施瓦茨在特朗普阅读了他1985年在《紐約雜誌》上发表的对特朗普极为负面的文章《唐纳德·特朗普的别样故事》后被特朗普直接雇佣，成为《交易的艺术》的另一位作者，特朗普先向其支付了25万美元的预付款，并将一半的版税分给了他。施瓦茨的那篇文章讲述了特朗普在1982年购买位于中央公園南部的一座大楼时，试图强行非法驱逐受租金管制和租金稳定政策限制的租户，最终以失败告终的事情。令施瓦茨意外的是，特朗普不仅喜欢这篇文章，尽管封面上印有他那不太讨喜的肖像，他依然选择将其挂在自己的办公室里。施瓦茨后来坦言，他接受这份工作完全是出于经济考虑，因为他需要这笔钱来养家。
根据施瓦茨在2016年7月的说法，特朗普并未亲自撰写《交易的艺术》这本书，他只是参与了最后阶段的编辑工作，删除了其批评商界同行的内容。然而，特朗普对此给出了相互矛盾的说法。最初，他表示：“我可以挑选很多人来撰写这本书，但我最终选择了施瓦茨”；但后来他又称施瓦茨并未实际撰写这本书，书中的内容实际上是他自己写的。曾任兰登书屋副总裁的霍华德·卡明斯基则表示：“特朗普甚至连一张明信片都没给我们写！”
为了塑造《交易的艺术》的内容和风格，施瓦茨参阅了大量关于特朗普的新闻报道、人物档案和其他书籍，并采访了特朗普的商业伙伴。由于与特朗普的直接采访未能取得预期效果，两人决定采取一种不同寻常的替代方案：施瓦茨在几个月内监听了特朗普的办公室电话，并亲自观察了他的工作方式。这一经历最终凝结成书中的第一章“特朗普的王牌：交易的要素”，展示了特朗普与众多知名人物的互动以及一系列重要事件。这一章节被《纽约杂志》选为书籍的推广亮点，并为特朗普后来的自传提供了重要蓝本。
在2016年7月，施瓦茨在为《纽约客》杂志撰写的文章中表达了对特朗普的不满，表示后悔参与撰写《交易的艺术》。他进一步指出，如果他现在重新编写这本书，内容将截然不同，书名也将改为《社会病态者》。随后，施瓦茨在《早安美国》节目中再次批评自己，称当时的自己是在“给猪抹口红”。对此，特朗普的律师要求施瓦茨将所有版税返还给特朗普。

## 出版和推广
《交易的艺术》于1987年11月由兰登书屋出版，并在发行时展开了一系列大规模的推广活动。这些活动包括在特朗普大厦举行的发布派对，该派对由房地产开发人伊恩·施拉格和企业家史蒂夫·鲁贝尔策划，喜剧演员杰基·梅森主持。此外，特朗普为了宣传该书，还频繁亮相多档电视脱口秀节目，并登上了多个杂志封面。
《川普帝國：成為唐納德的藝術》一书宣称该书已被翻译成十多种语言，精装版销量超过100万本，是有史以来最畅销的美国商业类书籍之一。

## 版税问题
《华盛顿邮报》报道称，特朗普与施瓦茨达成协议，将书籍销售的版税收入按50：50的比例分配。
1988年，特朗普成立了唐纳德·特朗普基金会，承诺将书籍的版税捐赠出去，并表示将捐赠四五百万美元，“用于无家可归者、越战老兵、艾滋病患者以及多发性硬化症患者”。然而，根据《华盛顿邮报》的调查，这些捐款承诺大部分并没有兑现。该报道指出，特朗普为这些项目捐的钱比他捐给自己的大女儿伊万卡·特朗普就读的芭蕾舞学校的钱还要少”。华盛顿邮报曾向特朗普2016年的总统竞选团队询问他是否兑现了80年代的承诺，将书中所得5.5万美元版税捐给慈善机构，但华盛顿邮报并未收到团队的答复。
到了2016年，施瓦茨表示他已经收到了大约160万美元的版税收入。他还透露自己计划将其六个月的版税收入（大约5.5万美元）捐赠给全國移民法律中心。此外，施瓦茨还将2015年下半年收到的25,000美元版税捐赠给了多个慈善机构，包括全美移民論壇。其表示自己希望帮助那些遭到特朗普攻击的人。
特朗普2018年的财务披露文件显示，《交易的艺术》当年为他赚取了超过100万美元的收入，并且是他十多本书中唯一一本盈利的书籍。根据2019年提交给联邦政府的财务报告，《交易的艺术》的版税收入介于10万至100万美元之间。”

## 图书销售
《交易的艺术》的确切销售数据无法确认，因为这本书在尼爾森書業監控系统建立之前出版。了解该书销售情况的匿名人士曾于2016年向CBS新闻透露该书的销量约为110万本。
特朗普在2016年总统竞选中声称，《交易的艺术》是有史以来最畅销的商业书籍。但PolitiFact的分析指出，其他商业书籍的销量远远超过《交易的艺术》。尽管无法获得确切的销售数据，该分析还是根据已知的资料和事实，为该书提供了一个可能的销量范围。与其他六本商业名著相比，《交易的艺术》的销量排名第五，其中《人性的弱点》的销量是《交易的艺术》的15倍。

## 反响和后续影响
在书籍出版时，《出版者周刊》称其为“一部自夸、天真迷人、极具吸引力的个人历史”，《人物》杂志则对该书给予了不偏不倚的评价。三年之后，记者约翰·蒂尔尼指出特朗普因为其与银行之间公开的矛盾而似乎并未遵循书中所提出的一些建议。特朗普的自我宣传和对《交易的艺术》一书的推销使得新闻网站AlterNet的评论员莉兹·兰利称他为1980年代“貪婪是好事”文化的代表性人物。
《國家評論》杂志的吉姆·格拉格提在2015年表示，从《交易的艺术》中呈现出来的特朗普，比今天在广播中大放异彩的特朗普显得要更加柔和与和善，可能也更快乐。
这本书创造了”真实的夸张”一词，该词描述了一种无害的夸张形式，同时也是一种非常有效的促销手段。施瓦茨表示，特朗普非常喜欢这个词。2017年1月，这一短语因与美國總統顧問凯莉安·康威为白宫新闻秘书肖恩·斯派塞关于特朗普的总统就职典礼出席情况的声明辩护时创造的“另類事實”一词而再次受到关注。
2021年，前克格勃特工尤里·施维茨声称，特朗普在1980年代美蘇關係开始解冻时，之后40年一直受到克格勃的培养。特朗普在《交易的艺术》一书中承认，美国与苏联关系改善为他带来了潜在的商业机会，包括与苏联政府合作，在克里姆林宫对面建造一座大型豪华酒店。施维茨表示，正是在这一时期，他与特朗普讨论了从政的事宜，并在特朗普返回美国后感到震惊，因为特朗普在美国刊登了整版广告，呼应了反西方的親俄言论。

### 此书的真实性
传记作家格温达·布莱尔在《地产之王：唐纳德·特朗普》中写道：“在《交易的艺术》一书中，特朗普声称商业交易是区分他与他人的标志……但他最具原创性的创作是不断的自我膨胀。尽管如此，那些回顾特朗普一生的人，无法一次性看清更为有限的现实”。在写下这本书的二十年后，布莱尔感叹自己作为传记作者，未能意识到这本书中虚构成分竟如此之多。
第四章《辛辛那提小子》讲述了特朗普的“第一笔大交易”。根据书中的说法，唐纳德想出了购买辛辛那提一个名为思威飞通的陷入困境的公寓大楼的主意。他与父亲共同努力试图扭转思威飞通的局面，并在这个社区迅速衰败之际，设法让买家支付过高的价格，从中为自己和父亲带来高额利润和巨大的投资回报。这座公寓的维修人员罗伊·奈特告诉记者，这座公寓楼实际上是弗雷德·特朗普的“宝贝”，传记作家们普遍认同这一点。唐纳德当时在紐約軍事學院上学，而他的父亲则乘飞机前往俄亥俄州，通过拍卖获得了这块地产。尽管唐纳德偶尔会去探访，但只参与园艺和清洁工作。最终，这座公寓的售价为675万美元，比弗雷德当初购买时高出100万美元。扣除八年的开销（约50万美元）和利息后，几乎没有利润。
第六章《大都会酒店》讲述了特朗普人生中的第一笔真正重大交易。书中认为，如果没有这笔交易，特朗普今天可能还会在布鲁克林靠收取租金为生。记者韦恩·巴雷特在1992年出版的特朗普传记中对该书关于这笔交易的许多说法提出了批评，特别指出这些说法几乎忽略了所有交易当中的关键人物，包括特朗普家族的老朋友、前任纽约州州长休·凯里、致力于新型公私合作关系的城市规划师，以及特朗普无处不在的得力助手露易丝·森席恩。巴雷特认为，这些说法让人误以为特朗普是单枪匹马完成了这笔交易。
第七章《特朗普大厦》开篇就呈现了一个完全成熟的计划。特朗普展示了自己建造心目中理想大楼的构思，他认为必须将几个相邻地块合并，并争取对这些地块的区域进行变更。然而特朗普为该项目招募的律师喬治·H·羅斯（后成为特朗普主持的节目《飞黄腾达》第一至第五季的副手）对该建筑的建造过程有不同的记忆。当特朗普描述自己熟练地研究空间所有权合同并发现意外收获时，罗斯写道：“我让唐纳德了解了城市区划法，这些法律允许业主出售未使用的建筑，并转让这些建筑的所有权（通常称为空间所有权）。”在特朗普大厦建设过程中，一个关键环节与其邻近的蒂芙尼商店有关。特朗普声称自己与蒂芙尼公司之间没有任何关系，而且其公司的老板瓦尔特·霍芬不仅是传奇零售商，还以难以接近、要求苛刻和情绪多变而著称。尽管如此，特朗普还是给霍芬打了冷电话，并与其成功达成了一项单方面的交易。然而，罗斯对此却表示这笔交易其实是公开透明的，这完全得益于特朗普父亲广泛的关系网：“唐纳德的父亲弗雷德曾与瓦尔特·霍芬有过一些商业往来，他建议唐纳德尽早与霍芬达成一项公平的交易。”

### 电影及电视节目
1988年，特朗普和泰德·透納共同宣布了根据《交易的艺术》一书改编电视电影的计划，该计划在三年后基本被放弃。
书中的部分内容成为了2016年嘲諷電影《唐纳德·特朗普交易的艺术：电影版》的创作基础。